# Альпинист СССР

Значки «Альпинист СССР» I и II ступеней

«Альпинист СССР» — значок, утверждённый ЦИК СССР в 1934 году с целью популяризации альпинизма и упорядочения правил занятия альпинизмом.
Наличие значка «Альпинист СССР» I ступени засчитывалось на оценку «сдано» и II ступени — на оценку «отлично» в необязательных испытаниях группы V (смелость, ориентировка) для мужчин и женщин на получение значка «Готов к труду и обороне» II ступени 1939 года.

## Значок «Альпинист СССР I ступени»
Из «Положения о значке „Советский альпинист“. Нормы на значок, утверждённые ЦИК СССР»:
1. Правом на получение значка пользуются трудящиеся, имеющие все права граждан СССР.
2. Для получения значка «Альпинист СССР» необходимо выполнить следующее:

- Сдать нормы на значок ГТО I ступени
- Совершить восхождение на вершину Эльбруса или на вершину, трудность подъёма на которую приравнивают к подъёму на вершину Эльбруса
- Овладеть техникой ходьбы по горным склонам, умение обращаться с альпинистским снаряжением, рубить ступени на льду, ходить на «кошках». Знание охранения при помощи верёвки. Умение преодолевать осыпи, скалистые, ледяные, фирновые склоны
- Знание основных правил горного режима, правил движения и отдыха, питания и питья в горах, знание основных правил защиты от холода, ветра, ослепления и горной болезни
- Знание основных элементарных правил первой помощи в горах при падении, отморожениях, горной болезни
- Умение читать и исправлять карты

Автором эскиза значка был Александр Малеинов, один из трёх братьев-альпинистов. Вначале на нём была надпись «Альпинист СССР 5000 м», так как первоначальная идея награждения этим значком — за восхождение на Эльбрус (или на вершину, приравненную к нему). Но потом сфера возможных восхождений для награждения значком была расширена. В отдельных горных районах появились свои, «зачётные», вершины на которые совершали восхождения в зачёт на данный значок. Значок «Альпинист СССР» I ступени многие годы был номерным и именным.

## Значок «Альпинист СССР II ступени»
«Альпинист СССР II ступени» был введён в 1935 году ЦС Общества пролетарского туризма и экскурсий (ОПТЭ), «в целях стимулирования дальнейшего роста…, учитывая появление новых кадров с высокой квалификацией альпинистского мастерства…».
Основной нормой выдачи значка «Альпинист СССР II ступени» было требование иметь значок «Альпинист СССР I ступени» и восхождение на вершину высотой в 7 000 м. Затем семитысячник был заменён восхождением 4 к. с. А позже, с введением разрядных требований, он был приравнен к количеству восхождений, необходимых для выполнения норм 2-го спортивного разряда, но без маршрута 4 к. с. Среди первых альпинистов, награждённых значком «Альпинист СССР II ступени» были: В. М. Абалаков (№3), Алексей Малеинов (№5), Ф. А. Кропф (№35). Значок под №28 и с надписью на планке «Ушба, 1935» был вручён Петру Заричняку (в память о его восхождении на Ушбу в 1935 году). №1 был вручён Н. В. Крыленко.

## Значок «Альпинист СССР» и «Альпинист России»

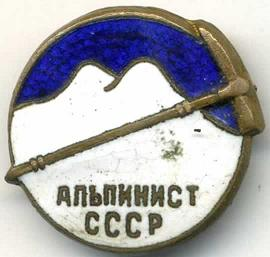
Значок «Альпинист СССР»

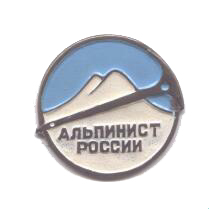
Значок «Альпинист России»

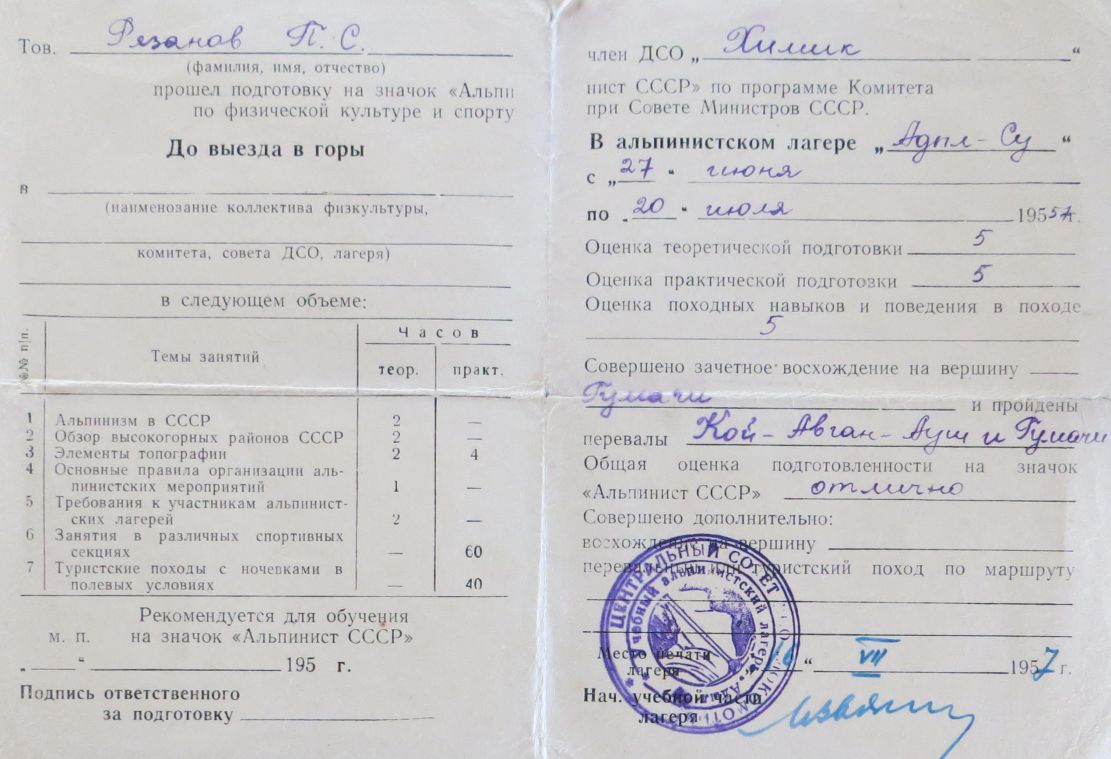
Справка о подготовке альпиниста в первом году обучения, 1957 год

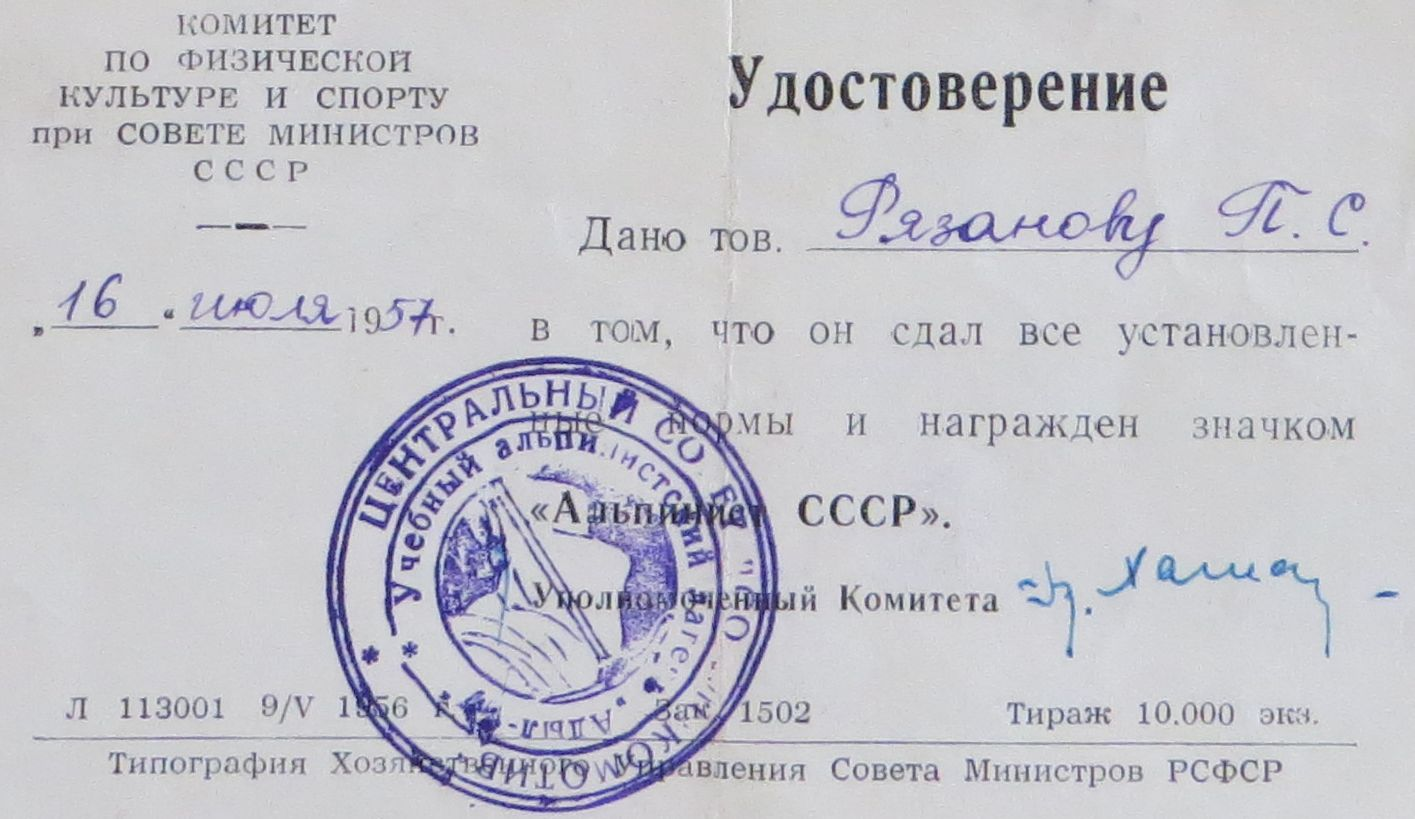
Удостоверение к наградному знаку «Альпинист СССР», 1957 год

С введением разрядных требований значок «Альпинист СССР II ступени» перестали вручать, а значок «Альпинист СССР I ступени» стали называть просто «Альпинист СССР».
Для получения значка «Альпинист СССР» необходимо было пройти определённый курс теоретической и практической подготовки, сдать нормативы физической подготовки, совершить восхождение на вершину категории 1Б и совершить перевальный поход или ещё одно восхождение на вершину 1-й категории трудности.
C 1992 года после распада СССР в России было принято положение о значке «Альпинист России», утверждённое правлением Федерации альпинизма России (протокол №7 от 17 июня 2002 года):
1. Значок «Альпинист России» является наградным.
2. Значком «Альпинист России» награждаются лица не моложе 14-и лет, прошедшие под руководством инструктора-методиста по альпинизму программу начальной подготовки альпинистов и совершившие восхождение на вершину по маршруту 1Б категории сложности.
3. Награждать значком «Альпинист России» имеют право альпинистские мероприятия, проводимые в соответствии с правилами, утверждёнными федерацией альпинизма России.
4. Лица, награждённые значком «Альпинист России», имеют право носить его и пользуются преимуществом для участия в альпмероприятиях, организуемых для выполнения спортивных разрядов по альпинизму. Лица, награждённые значком «Альпинист России», обязаны уважительно относиться к горам, правилам и соблюдать нормы экологии природы.